# Ogier Ghislain de Busbecq

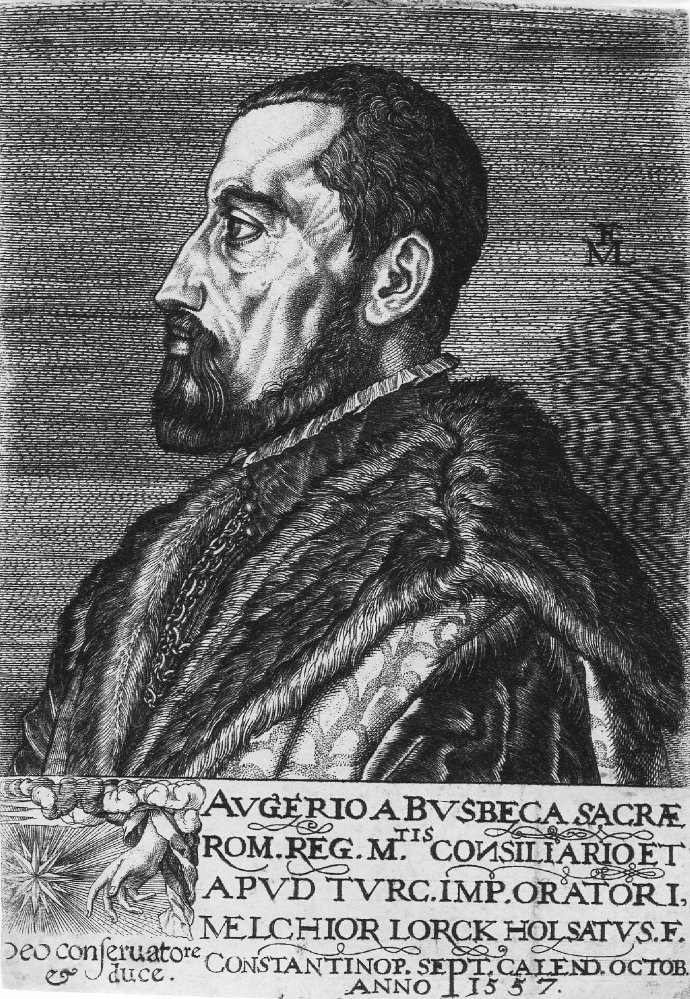
Melchior Lorck, Porträt von Ogier Ghislain de Busbecq (1557)

Ogier Ghislain de Busbecq, auch bekannt unter der latinisierten Form seines Namens Augerius Gislenius Busbequius (* 1522 in Comines bei Lille; † 28. Oktober 1592 auf Schloss Maillot in Saint-Germain-sous-Cailly bei Rouen), war ein Humanist, Diplomat und Botaniker.

## Leben
Ogier Ghislain de Busbecq kam 1522 in Flandern als uneheliches Kind von Georges Ghiselin II., Seigneur de Bousbecque, einem Ritter aus einem alten, angesehenen Geschlecht, und Catherine Hespiel, vermutlich einer Magd, zur Welt. Sein Vater hatte großes Interesse an einer fundierten Ausbildung seines Sohnes, so dass Busbecq ab seinem 13. Lebensjahr durch väterliche finanzielle Unterstützung in Löwen, Paris, Venedig, Bologna und Padua studieren konnte. Besonders in Löwen stand er unter dem Einfluss eines an Erasmus von Rotterdam geschulten Humanismus. Er soll sieben Sprachen (Flämisch (seine Muttersprache), Latein, Französisch, Italienisch, Deutsch, Spanisch und „Slawonisch“) fließend beherrscht haben. 1540 oder 1549 wurde er als rechtmäßiger Sohn anerkannt, was seine spätere Karriere am Hofe ermöglichte.

### Im Dienst der Habsburgermonarchie
Sein Vater war Diplomat in Diensten Kaiser Karls V., auch Busbecq trat 1552 in den diplomatischen Dienst der Habsburgermonarchie. 1552 wurde Busbecq Gesandtschaftssekretär in London, 1554 war er Begleiter von Don Pedro, dem Gesandten des römisch-deutschen Königs und späteren Kaisers Ferdinand I., der bei der Hochzeit Philipps II. und Maria von England anwesend war, um Ferdinands Glückwünsche zu überbringen.
Im Herbst des Jahres 1554 schickte Ferdinand I. Busbecq als Botschafter zu Süleyman I. nach Konstantinopel, damit er einen Waffenstillstand mit dem Osmanischen Reich aushandelte, um das geschwächte Reich der Habsburger zu entlasten. Busbecq brach am 23. November 1554 von Wien auf und reiste mit seinem Gefolge im Wagen zunächst nach Buda, von dort auf der Donau nach Belgrad, anschließend wieder auf dem Landweg über Nisch, Sofia und Adrianopel nach Konstantinopel. Als er am 20. Januar 1555 in Konstantinopel ankam, war Süleyman auf Reisen in Kleinasien. Nach dreiwöchigem Warten reiste Busbecq ihm über Ankara hinterher. Als er den Sultan endlich in Amasya antraf, hatte dieser augenscheinlich gerade keine Lust auf Friedensgespräche und wies ihn verächtlich mit den Worten „Güzel, Güzel“, „schön, schön“, ab.

“Veluti fastidiens, nihil aliud respondit guam Giusel, Giusel: Hoc est, pulchre, pulchre.”

„Gleichsam verächtlich, antwortete er nichts anderes als Güzel, Güzel: Das heißt, schön, schön.“

Busbecq wurde Augenzeuge des Friedensschlusses von Amasya zwischen Süleyman I. und Schah Tahmasp I. von Persien. Er erkannte, dass der Sultan aufrichtig Frieden wünschte, und schöpfte daraus Hoffnung für seine eigene Mission.

“Erga ipsum vero oratorem nullum honoris genus praetermissum; ut nos de veritate pacis minus dubitaremus.”

„Keine denkbare Ehre wurde [dem persischen Botschafter gegenüber] unterlassen, damit uns nicht der kleinste Zweifel an der Wahrhaftigkeit des Friedens käme.“

Schließlich konnte er am 7. April 1555 in Amasya auf einer Audienz dem Sultan die Botschaft des Kaisers überbringen. Ihm wurde ein sechsmonatiger Waffenstillstand zugesichert. Busbecq traf im Juli 1555, nach etwa einmonatiger Reise, wieder in Wien ein. Vier Monate später brach er wieder nach Konstantinopel auf, wo er bis 1562 als Botschafter wirkte. Busbecq erwarb das Vertrauen Süleymans und konnte seine im Laufe der Jahre erworbenen Einsichten in die angespannte Innenpolitik des Osmanischen Reiches für seine Verhandlungen mit diesem einsetzen. 1562 gelang es Busbecq, trotz sehr lückenhafter Türkischkenntnisse und geringen diplomatischen Erfahrungen eine achtjährige Waffenruhe auszuhandeln, die jedoch nach dem Tod Ferdinands 1564 endete.

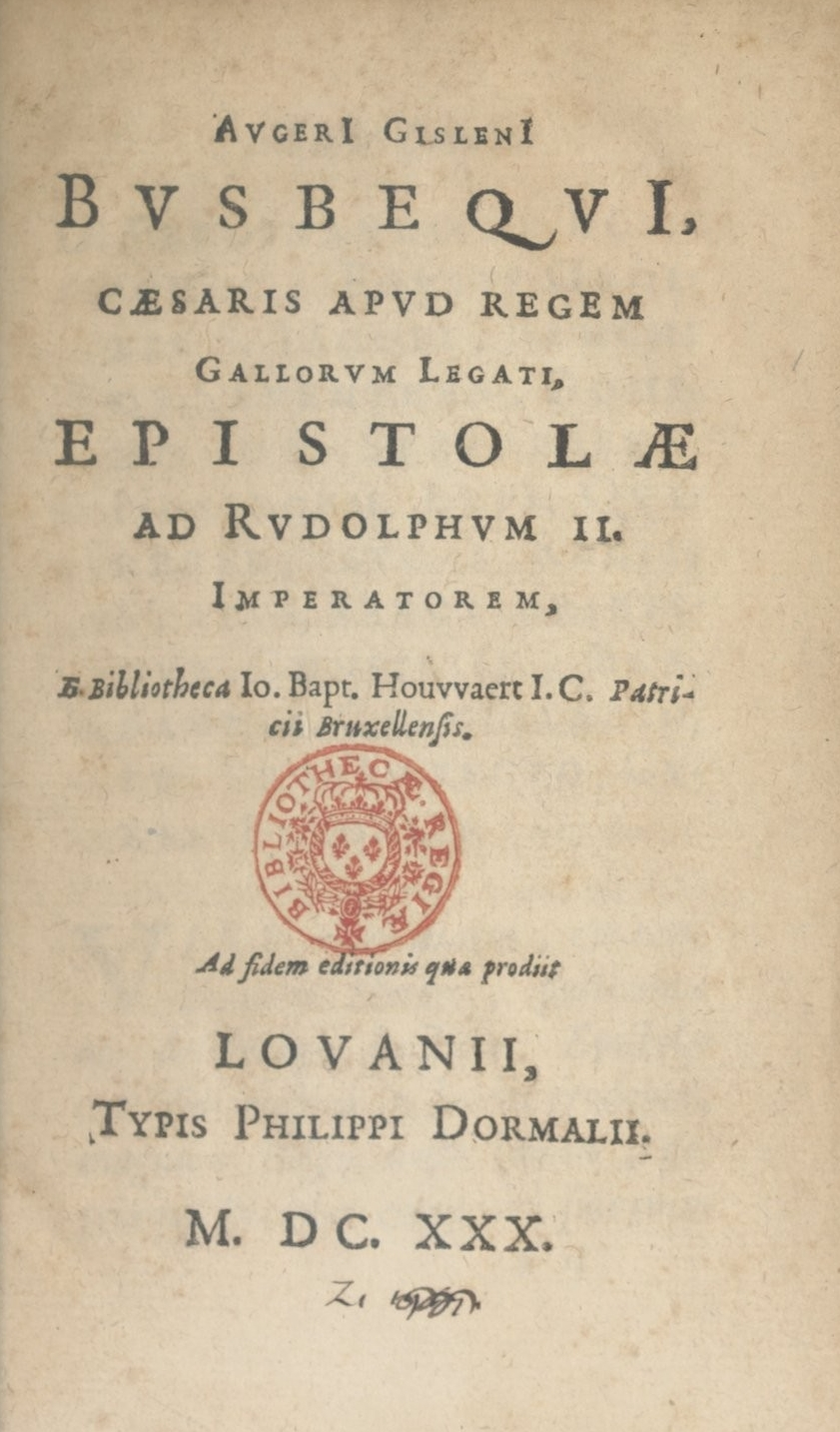
Epistolae ad Rudolphum II. Leuven 1630

Nach seiner Rückkehr (1562) war Busbecq in Wien Lehrer der Söhne Maximilians II. und dessen Tochter Elisabeth. 1564 begleitete er die habsburgischen Erzherzöge an den spanischen Hof.
Als Elisabeth 1570 den französischen König Karl IX. heiratete, folgte er ihr als Hofmarschall nach Paris. Nach dem Tod des Königs und Elisabeths Heimkehr nach Wien (1575) fungierte Busbecq als Verwalter ihres französischen Wittums, d. h. jener Gebiete in Frankreich, die Habsburg als Mitgift erhalten hatte. 1582 wurde er kaiserlicher Botschafter Rudolfs II. am französischen Hof. In seinen Epistolae ad Rudolphum II. berichtete er von dieser Tätigkeit.

### Wissenschaftliche Verdienste
Sultan Süleyman schenkte Busbecq einige Tulpen- und Hyazinthenzwiebeln sowie Fliederpflänzchen. All dies brachte Busbecq mit nach Hause und führte diese Pflanzen unter Vermittlung seines Freundes Charles de l’Écluse (lateinisch Carolus Clusius) in Westeuropa ein. Auf ihn geht nach einer Hypothese die Bezeichnung der Tulpe (türkisch und persisch Lale) als Tulipa zurück: anscheinend hatte er den Namen des Turbans (türkisch tülbent), an dem gerne Blumen getragen wurden, für den Namen der Pflanze selbst gehalten. Fälschlich hat man die Einführung der Lilie und der Rosskastanie in Europa auf ihn zurückführen wollen. Rosskastanien wurden jedoch 1576 von seinem Nachfolger in Konstantinopel, David I. Ungnad von Weissenwolff, nach Wien gesandt.
Während seines Aufenthalts in Konstantinopel begegnete er zwei Sprechern des Krimgotischen; die von ihm aufgezeichneten Wörter und Sätze sind fast die einzigen Zeugnisse dieser mittlerweile untergegangenen Sprache.
Bedeutend für die Klassische Philologie wurde Busbecq, als er 1555 in Ankara eine fast vollständig erhaltene Kopie der Res Gestae Divi Augusti, des Rechenschaftsberichts des römischen Kaisers Augustus, entdeckte, das sogenannte Monumentum Ancyranum. Andere Inschriften übersandte er an Clusius und Justus Lipsius, sie wurden von Heinrich Smetius und Jan Gruter publiziert. Er schenkte nicht weniger als 240 Handschriften an die Wiener Hofbibliothek, darunter auch eine Prachthandschrift des Pedanios Dioskurides, die mit ca. 500 beschriebenen Pflanzenarten umfangreichste Pflanzenliste des Altertums (der Wiener Dioskurides). Ein Löwe und ein Ichneumon fanden ihren Weg in die kaiserlichen Sammlungen in Wien.

### Die Turcicae Epistolae

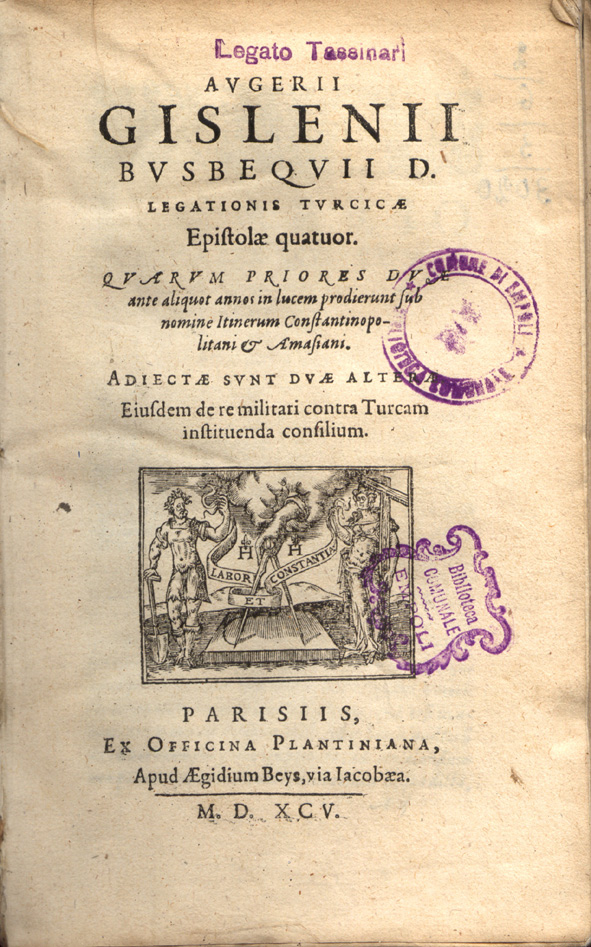
Titelblatt der Turcicae epistolae, 1595

Sein in vier Briefen vorgelegter Reisebericht auf Latein (Legationis Turcicae epistolae quattuor. Paris 1589 u. ö.; zuerst teilweise veröffentlicht unter dem Titel: Itinera Constantinopolitanum et Amasianum et de re militari contra Turcas instituenda consilium. Antwerpen 1581/82) schildert ausführlich das Alltagsleben (z. B. die Karawansereien, Tracht, Haustierhaltung, Gartenpflege, Behandlung von Frauen) und das politische System des Osmanischen Reichs, das nach seiner schnellen Expansion und politischen Aufstieg seit 1450 jetzt erste innere Krisen erlebte. Sehr wahrscheinlich hat er alle vier Briefe nach seiner Rückkehr 1562 überarbeitet, um einen einheitlichen Sprachduktus zu erreichen. Busbecq tritt uns in seinen Briefen als Renaissance-Humanist gegenüber, der mit großer Neugier, abgeklärt und wohlmeinend, Alltag und Lebensumstände einer außereuropäischen Kultur aufzeichnet. Busbecqs Berichte sind in schlichtem und elegantem Latein verfasst und werden deshalb noch heute im Lateinunterricht verwendet. Seine lakonische Sprache zeugt von feinem Humor und Weltoffenheit:

“Illi nostram vestiendi rationem non minus mirabantur quam nos illorum.”

„Jenen kommt unsere Art uns zu kleiden nicht weniger merkwürdig vor, als uns die ihre.“

Beeindruckend ist Busbecqs unbefangene Neugier gegenüber der fremden Religion und Kultur des Islam, angesichts der Tatsache, wie wenig zu dieser Zeit in Europa über „die Türken“ bekannt war. Seine Beobachtungen zum Austausch diplomatischer Geschenke, beispielsweise dass kostbare Koranhandschriften als wertvollste Gabe angesehen werden, bestehen auch vor der heutigen kulturwissenschaftlichen Forschung.

### Lebensende
Als Busbecq nach dem Tode Elisabeths im Herbst 1592 vom Kaiser die Erlaubnis erhielt, für ein halbes Jahr die Verwandten in seiner flämischen Heimat zu besuchen, musste er auf seinem Weg nach Belgien die durch Religions- und Bürgerkriege aufgewühlte Normandie durchqueren. Obwohl im Besitz aller nötigen Ausweispapiere, die ihm den Diplomatenstatus zusicherten, nahm ihn bei Rouen eine Soldateska der katholischen Liga gefangen und plünderte ihn aus. Diese Vorfälle setzten dem Siebzigjährigen dermaßen zu, dass er am 28. Oktober 1592, elf Tage nach den Übergriffen, in Saint-Germain-sous-Cailly an einem schweren Fieber verstarb. Sein Körper wurde in der dortigen Schlosskapelle beerdigt und sein Herz in einer Bleikapsel nach Bousbecque geschickt, wo man es in der Familiengrabstätte beigesetzt hat.
Justus Lipsius, einer der größten Humanisten dieser Zeit, verfasste für seinen Freund Busbecq ein Epitaph:
Augerius ist[h]ic est situs BVSBEQVIVS.

Quis ille? quem virtutis & prudentiae

habuere carum, gratiâ, ipsi Caesares.

Hunc aula eorum vidit, aula & extera

Asiae tyranni. Quae viri felicitas?

Probavit haec & illa. In omni tempore,

In munere omni Nestorem se praebuit

Lingua atque mente. Iam quies eum sibi

Et patria haec spondebat; ecce sustulit

Viam per ipsam miles incertum an latro.

Sed sustulit, simulque sidus Belgicae,

quod nunc choreas fulget inter astricas.

J. Lipsius magno amico exiguum monumentum P.
(„Augerius liegt hier, Busbequius. / Wer war's? Einer der durch Tugend und Klugheit / die Lieb’ und Gnad' des Kaisers selbst errang. / Ihn sah sein Hof, der Hof auch des fernen / Asiens Beherrscher. Welch Glück für einen Mann? / Er bewährte sich hier wie dort. Zu jeder Zeit, / in allem Dienst erwies er sich als Nestor / in Sprache und Geist. Schon hatt’ er sich / und ihm die Heimat Ruh versichert; siehe, ihretwegen ward er / aus seiner Bahn gerissen; ob von Söldner-, ob von Räuberhand, ist ungewiss. /  Doch ward entrückt auch Belgiens Stern, / hell strahlt er nun in der Gestirne Reigen.“)

## Ehrungen
Nach ihm benannt sind die Pflanzengattungen Busbeckea Mart. aus der Familie der Nachtschattengewächse (Solanaceae) und Ogiera Cass. aus der Familie der Korbblütler (Asteraceae).
Zu Ehren von Busbecq wurde 1960 von niederländischen Tulpenzüchtern die Fahrt einer Postkutsche von Istanbul nach Rotterdam gesponsert. 400 Jahre nach dem Frühling 1560 wiederholte das Gespann, das am 30. März im Beisein von 300.000 Menschen in Istanbul gestartet war, die Reise und durchquerte dabei Griechenland, Jugoslawien, Österreich und Deutschland. Die zeitgenössische Presse berichtete in Belgrad, die Kutsche sei in der Stadt von einer halben Million Menschen gesehen worden. Gefahren wurde bis zur planmäßigen Ankunft in Rotterdam am 6. Mai je nach Gelände zwei- oder vierspännig; dafür standen neun Pferde zur Verfügung. Insgesamt waren auf der Kutsche und im Begleittross 18 Personen unterwegs.

## Schriften
- Itinera Constantinopolitanum et Amasianum ab Augerio Gislenio Busbequio ad Solimannum Turcarum Imperatorem C. M. oratore confecta. Eivsdem Bvsbeqvii de re militari contra Turcam instituenda consilium. Plantin, Antwerpen 1581; Altera editio 1582, online bei Google Books. (partielle Veröffentlichung der Legationis Turcicae epistolae quattuor).
  - Avgerii Gislenii Busbequii D. Legationis Turcicae epistolae quattuor. Qvarum priores dvae ante aliquot annos in lucem prodierunt sub nomine Itinerum Constantinopolitani & Amasiani. Adiectae sunt dvae alterae. Eiusdem de re militari contra Turcam instituenda consilium. Plantin, Paris 1589; online im Münchener Digitalisierungszentrum; u. ö.
  - Avgerii Gislenii Busbequii D. Legationis Turcicae epistolae quattuor. Qvarum priores dvae ante aliquot annos in lucem prodierunt sub nomine Itinerum Constantinopolitani & Amasiani. Adiectae sunt dvae alterae. Eiusdem de re militari contra Turcam instituenda consilium. Accedit Solimani Turcarum Imper. Legatio ad Ferdinandum Rom. Caes. anno M.D.LXX. Francofurtum missam; cvivs apud Busbeqvivm mentio. Typis Wechelianis, apud Claudium Marnium, & haeredes Ioan. Aubrij, Hanoviae 1605, online bei Google Books.
    - Zeitgenössische Übersetzung:
      - Ambassades et voyages en Turquie et Amasie de Mr Busbequius: Nouvellement traduites en François par S. G. Et diuisées en quatre Liures. Chez Pierre David, Paris 1646, online; zweites Exemplar online, beide bei Google Books.

    - Aktuelle Übersetzungen:
      - Heinrich Zimmerer: Augier Ghiselin von Busbeck, Vier türkische Sendschreiben. 1554. Erstes Sendschreiben. Festgabe des Kgl. humanistischen Gymnasiums Ludwigshafen am Rhein zur 50-Jahr-Feier der Gemeinde Ludwigshafen am Rhein. Beilage zum Jahresbericht des Kgl. Gymnasiums für das Schuljahr 1902/03 (online, Übersetzung des ersten Briefes).
      - Ogier Ghiselin von Busbeck: Vier Briefe aus der Türkei. Aus dem Latein übertragen, eingeleitet und mit Anmerkungen versehen von Wolfram von den Steinen. Verlag der philosophischen Akademie, Der Weltkreis 2, Erlangen 1926 (229 S., mit 20 Wiedergaben zeitgenössischer Holzschnitte und Kupfer [im Text und auf Tafeln]).
      - The Turkish letters of Ogier Ghislain de Busbecq, imperial ambassador at Constantinople 1554–1562. Translated from the Latin of the Elzevir edition of 1663 by Edward Seymour Forster. Oxford 1927; Nachdruck 1968; weiterer Nachdruck: The Turkish letters of Ogier Ghislain de Busbecq. Translated by Edward Seymour Forster. With a Foreword by Karl A. Roider. The Louisiana State University Press 2005, online bei Google Books.
      - Ogier Ghiselin van Boesbeek: Vier brieven over het gezantschap naar Turkije. Hilversum 1994, ISBN 90-6550-007-3.
      - Ogier Ghiselin de Busbecq: Les lettres turques. Traduction du latin et annotées par Dominique Arrighi. Champion, Paris 2010 (Champion classiques, Littérature 14), ISBN 978-2-7453-2038-4.
      - Écritures de l’ambassade. Les Lettres turques d’Ogier Ghiselin de Busbecq. Traduction Dominique Arrighi. Champion, Paris 2011 (Bibliothèque littéraire de la Renaissance Sér.4, 84), ISBN 978-2-7453-2205-0.
- Bartelameus de christisch overwinnaar, Paris 1595.
- A. Gislenii Busbeqvii omnia quae extant. Ex officina Elzeviriana, Lugduni Batavorum 1633, (online); (zweites Exemplar online) bei Google Books.
- Omnia, quae extant, opera (Basel: Jo. Brandmüller 1740). Nachdruck mit Einleitung von Rudolf Neck [S. III–XVIII]. Graz 1968 [diese Textedition ist nach Hermann Wiegand (s. u., S. 15, Anm. 6) wegen ihrer Fehlerhaftigkeit philologisch bedenklich].
- Omnia, quae extant … Praemissa est vita auctoris. Summa cum fide ac diligentia denuo recognita et aucta locupletissimo indice. Oxford 1771 (12, 556, 24 S.). – Reprint: Gale ECCO Print Editions, ISBN 978-1-170-73750-7.
  - Legationis Turcicae epistolae quatuor (S. 1–373).
    - Epistola I [Vienna Austriae, Kalend. Septembris 1554] (S. 1–107).
    - Epistola II [Constantinopoli, pridie Idus Iul. 1555] (S. 108–127).
    - Epistola III [Constantinopoli, Calendis Junii 1560] (S. 127–261).
    - Epistola IV [Francofordiae, die 16. Decembris 1562] (S. 262–373).

  - Exclamatio, sive de re militari contra Turcam instituenda consilium (S. 374–428).
  - Solimanni Turcarum imperatoris legatio ad Ferdinandum Romanum Caesarem anno 1562 [Relatio sive sermo legati pacifici, Ebraimi Strotschenii, a Solymanno Turcarum imperatore ex Constantinopoli ad Christianorum Caesarem Ferdinandum eius nominis primum destinati, apud Francofurtum Moerii coram statibus imperii ibidem praesentibus lingua Sclavonica recitatus, anno MDLXII, die 27. Novembris] (S. 429–433).
  - Exemplar sive copia literarum creditoriarum eidem legato in causa induciarum octennalium ad Romanum imperium a Turcicarum imperatore datarum [anno magni et venerandi nostri Pophetae DCCCCLXIX, die vero primo Septembris] (S. 433–441).
  - Nomina et cognomina tum Turcici legati, tum eorum, qui Constantinopoli et Buda ipsum deducentes, una cum eo Francofurtum ingressi sunt (S. 442).
  - Augerii Gisleni Busbequii, Caesaris apud regem Gallorum legati, epistolae [LIII] ad Rudolphum II. imperatorem, e bibliotheca Jo. Bapt. Houwaert J. C. Patricii Bruxellensis, anno MDLXXXII et sequentibus Parisiis scriptae (S. 443–556).
  - Index in Busbequii epistolas de itineribus Turcico et Amasiano (24 S.).